# Lliga espanyola de bàsquet femenina 2024-2025
La Lliga Femenina Endesa 2024-25 és la seixanta-dosena edició de la Lliga espanyola de bàsquet. Se celebra des del 5 d'octubre fins al maig de 2025 i és organitzada per la Federació Espanyola de Basquetbol. Hi participaren setze equips, quatre de l'àmbit catalanoparlant, el Valencia Basket, l'Spar Girona, el Cadí la Seu i el Joventut Badalona. La competició es disputa en dues fases, una primera en format de lliga regular a doble volta, i una segona, en format d'eliminació directa. A la primera fase, els equips participants disputen una lliga amb trenta jornades. Els primers vuits classificats de la primera volta es classifiquen per a la fase final de la Copa de la Reina. A la segona fase, hi participen els vuits primers classificats en finalitzar la lliga regular i disputen els play-offs amb quarts de final, semifinal i final.

## Clubs participants
- BAXI Ferrol
- Cadí la Seu
- Casademont Zaragoza
- Celta Femxa Zorka
- Club Joventut Badalona
- Durán Maquinaria Ensino
- Hozono Global Jairis
- IDK Euskotren
- KutxaBank Araski
- Lointek Gernika Bizkaia
- Movistar Estudiantes
- Osés Construcción Ardoi
- Perfumerías Avenida
- Spar Girona
- Spar Gran Canaria
- València Basket Club

## Taula de resultats
| Casa \ Fora             | BAX   | CAD   | CAS   | CEL    | CJB   | DUR   | JAI   | IDK   | KUX   | LOI    | MOV   | OSE   | PER   | SGI   | SGC   | VAL    |
| ----------------------- | ----- | ----- | ----- | ------ | ----- | ----- | ----- | ----- | ----- | ------ | ----- | ----- | ----- | ----- | ----- | ------ |
| BAXI Ferrol             | —     | 67–61 |       |        | 65–76 | 61–59 | 82–72 | 62–51 | 70–59 |        | 67–54 | 71–49 | 59–83 | 72–70 | 51–65 | 54–74  |
| Cadí la Seu             | 73–49 | —     | 60–70 | 91–79  | 78–83 |       |       |       | 66–55 | 65–62  | 72–70 | 67–51 | 63–69 | 77–80 | 76–79 | 56–81  |
| Casademont Zaragoza     | 73–72 | 81–65 | —     | 62–65  | 77–66 | 75–59 | 70–68 | 75–61 | 85–60 |        |       |       | 72–64 | 66–82 | 66–50 | 79–52  |
| Celta Femxa Zorka       | 72–69 | 65–71 | 77–78 | —      | 42–78 | 66–73 | 55–78 | 66–60 | 71–63 | 54–57  | 80–71 |       | 63–76 | 52–83 |       | 52–82  |
| Club Joventut Badalona  | 97–90 | 78–76 | 70–77 | 80–72  | —     | 72–67 | 47–58 | 65–74 | 93–84 | 69–55  | 73–76 | 79–63 |       | 63–78 | 67–58 |        |
| Durán Maquinaria Ensino | 92–86 | 64–68 | 66–75 | 57–82  |       | —     | 67–65 |       | 66–57 | 69–72  | 72–77 | 70–72 |       | 85–91 | 76–54 | 60–77  |
| Hozono Global Jairis    | 80–82 | 80–66 | 77–76 | 90–64  |       | 75–73 | —     |       | 64–57 | 59–66  | 82–60 | 79–45 | 64–67 |       | 69–66 | 73–70  |
| IDK Euskotren           | 68–84 | 77–73 | 76–72 | 65–59  | 56–66 | 46–75 | 59–67 | —     | 71–72 | 57–66  | 68–56 |       | 56–57 | 66–72 | 67–52 |        |
| KutxaBank Araski        |       |       | 83–75 |        | 73–84 | 67–66 | 52–71 | 74–50 | —     | 43–53  | 85–81 | 86–57 | 65–93 |       | 74–67 | 67–76  |
| Lointek Gernika Bizkaia | 70–57 | 72–66 | 73–70 | 80–69  | 75–57 | 66–74 | 50–74 | 71–65 |       | —      | 62–75 | 90–61 | 77–79 | 76–85 |       | 68–75  |
| Movistar Estudiantes    |       | 75–58 | 90–72 | 83–63  |       | 73–83 | 66–57 | 76–67 | 80–56 | 74–55  | —     | 71–62 | 56–84 | 67–87 | 75–63 | 61–65  |
| Osés Construcción Ardoi | 68–83 | 66–53 | 51–84 | 81–72  | 52–90 | 66–70 | 83–81 | 66–93 | 86–91 |        |       | —     | 64–78 | 67–91 | 56–66 | 57–79  |
| Perfumerías Avenida     | 70–79 | 61–52 | 68–78 | 78–62  | 96–69 | 67–56 |       | 83–58 |       | 76–56  | 72–55 | 91–62 | —     | 67–76 | 67–74 | 76–73  |
| Spar Girona             | 78–68 | 82–58 |       | 108–59 | 97–47 |       | 89–70 | 81–57 | 76–61 | 73–62  | 75–62 | 86–62 | 58–71 | —     | 79–60 | 80–88  |
| Spar Gran Canaria       |       | 69–63 | 47–87 | 85–76  | 82–76 | 62–63 | 78–92 | 70–58 | 87–63 | 56–85  | 63–66 | 72–54 |       |       | —     | 69–103 |
| València Basket Club    | 86–65 |       | 82–63 |        | 81–68 | 86–69 | 82–72 | 81–49 | 69–55 | 102–49 |       | 93–43 | 81–93 | 69–63 | 82–57 | —      |

## Classificació
| Pos | Equip                   | PJ | G  | P  | PF   | PC   | DP   | Pts | Classificació o descens           |
| --- | ----------------------- | -- | -- | -- | ---- | ---- | ---- | --- | --------------------------------- |
| 1   | Valencia Basket         | 25 | 21 | 4  | 1989 | 1598 | +391 | 46  | Classificats pels play-offs       |
| 2   | Spar Girona             | 25 | 21 | 4  | 2020 | 1652 | +368 | 46  | Classificats pels play-offs       |
| 3   | Perfumerías Avenida     | 25 | 20 | 5  | 1886 | 1628 | +258 | 45  | Classificats pels play-offs       |
| 4   | Casademont Zaragoza     | 25 | 16 | 9  | 1857 | 1692 | +165 | 41  | Classificats pels play-offs       |
| 5   | Hozono Global Jairis    | 25 | 15 | 10 | 1817 | 1672 | +145 | 40  | Classificats pels play-offs       |
| 6   | Club Joventut Badalona  | 25 | 14 | 11 | 1813 | 1802 | +11  | 39  | Classificats pels play-offs       |
| 7   | Movistar Estudiantes    | 25 | 13 | 12 | 1750 | 1743 | +7   | 38  | Classificats pels play-offs       |
| 8   | Lointek Gernika Bizkaia | 25 | 13 | 12 | 1668 | 1704 | −36  | 38  | Classificats pels play-offs       |
| 9   | Baxi Ferrol             | 24 | 12 | 12 | 1665 | 1700 | −35  | 36  |                                   |
| 10  | Durán Maquinaria Ensino | 25 | 10 | 15 | 1731 | 1758 | −27  | 35  |                                   |
| 11  | Spar Gran Canaria       | 24 | 10 | 14 | 1651 | 1791 | −140 | 34  |                                   |
| 12  | Cadí la Seu             | 25 | 9  | 16 | 1675 | 1757 | −82  | 34  |                                   |
| 13  | Kutxabank Araski        | 24 | 8  | 16 | 1602 | 1757 | −155 | 32  |                                   |
| 14  | IDK Euskotren           | 25 | 7  | 18 | 1575 | 1741 | −166 | 32  |                                   |
| 15  | Celta Femxa Zorka       | 24 | 6  | 18 | 1637 | 1899 | −262 | 30  | Descendeixen a la Lliga Challenge |
| 16  | Osés Construcción Ardoi | 25 | 4  | 21 | 1544 | 1986 | −442 | 29  | Descendeixen a la Lliga Challenge |

## Premis individuals
| MVP | refs. | MVP Nacional | refs. | Millor entrenador | refs. | MVP-23 | refs. |
| --- | ----- | ------------ | ----- | ----------------- | ----- | ------ | ----- |
|     |       |              |       |                   |       |        |       |

| Quintet ideal | Quintet ideal | Quintet ideal | Quintet ideal | Quintet ideal | Quintet ideal |
| Base          | Base          | Aler          | Aler          | Pivot         | refs.         |
| ------------- | ------------- | ------------- | ------------- | ------------- | ------------- |
|               |               |               |               |               |               |

| MVP de la jornada | MVP de la jornada | MVP de la jornada       | MVP de la jornada | MVP de la jornada | MVP de la jornada | MVP de la jornada | MVP de la jornada | MVP de la jornada | MVP de la jornada | MVP de la jornada |
| Jor.              | MVP               | Club                    | Val.              | refs.             |                   | Jor.              | MVP               | Club              | Val.              | refs.             |
| ----------------- | ----------------- | ----------------------- | ----------------- | ----------------- | ----------------- | ----------------- | ----------------- | ----------------- | ----------------- | ----------------- |
| 1                 | Gala Mestres      | BAXI Ferrol             | 29                | [ 2 ]             | 16                |                   |                   |                   |                   |                   |
| 2                 | Kai James         | Spar Gran Canaria       | 34                | [ 3 ]             | 17                |                   |                   |                   |                   |                   |
| 2                 | Mariam Coulibaly  | Joventut Badalona       | 34                | [ 3 ]             | 17                |                   |                   |                   |                   |                   |
| 3                 | Stephanie Mavunga | Valencia Basket         | 32                | [ 4 ]             | 18                |                   |                   |                   |                   |                   |
| 4                 | Stephanie Mavunga | Valencia Basket         | 38                | [ 5 ]             | 19                |                   |                   |                   |                   |                   |
| 5                 | Imani Tate        | Osés Construcción       | 41                | [ 6 ]             | 20                |                   |                   |                   |                   |                   |
| 6                 | Marta Hermida     | Kutxabank Araski        | 33                | [ 7 ]             | 21                |                   |                   |                   |                   |                   |
| 7                 | Nadia Fingall     | Valencia Basket         | 28                | [ 8 ]             | 22                |                   |                   |                   |                   |                   |
| 7                 | Leticia Romero    | Valencia Basket         | 28                | [ 8 ]             | 22                |                   |                   |                   |                   |                   |
| 7                 | Mariella Fasoula  | Perfumerias Avenida     | 28                | [ 8 ]             | 22                |                   |                   |                   |                   |                   |
| 8                 | Bella Murekatete  | Cadí la Seu             | 32                | [ 9 ]             | 23                |                   |                   |                   |                   |                   |
| 9                 | Mariam Coulibaly  | Joventut Badalona       | 32                | [ 10 ]            | 24                |                   |                   |                   |                   |                   |
| 10                | Mariam Coulibaly  | Joventut Badalona       | 37                | [ 11 ]            | 25                |                   |                   |                   |                   |                   |
| 11                | Mariam Coulibaly  | Joventut Badalona       | 35                | [ 12 ]            | 26                |                   |                   |                   |                   |                   |
| 12                | Claudia Soriano   | Durán Maquinaria Ensino | 43                |                   | 27                |                   |                   |                   |                   |                   |
| 13                | Mariam Coulibaly  | Joventut Badalona       | 34                |                   | 28                |                   |                   |                   |                   |                   |
| 14                | Mariam Coulibaly  | Joventut Badalona       | 32                |                   | 29                |                   |                   |                   |                   |                   |
| 14                | Chloe Bibby       | Spar Girona             | 32                |                   |                   |                   |                   |                   |                   |                   |
| 15                |                   |                         |                   |                   | 30                |                   |                   |                   |                   |                   |